# Lida Martinoli

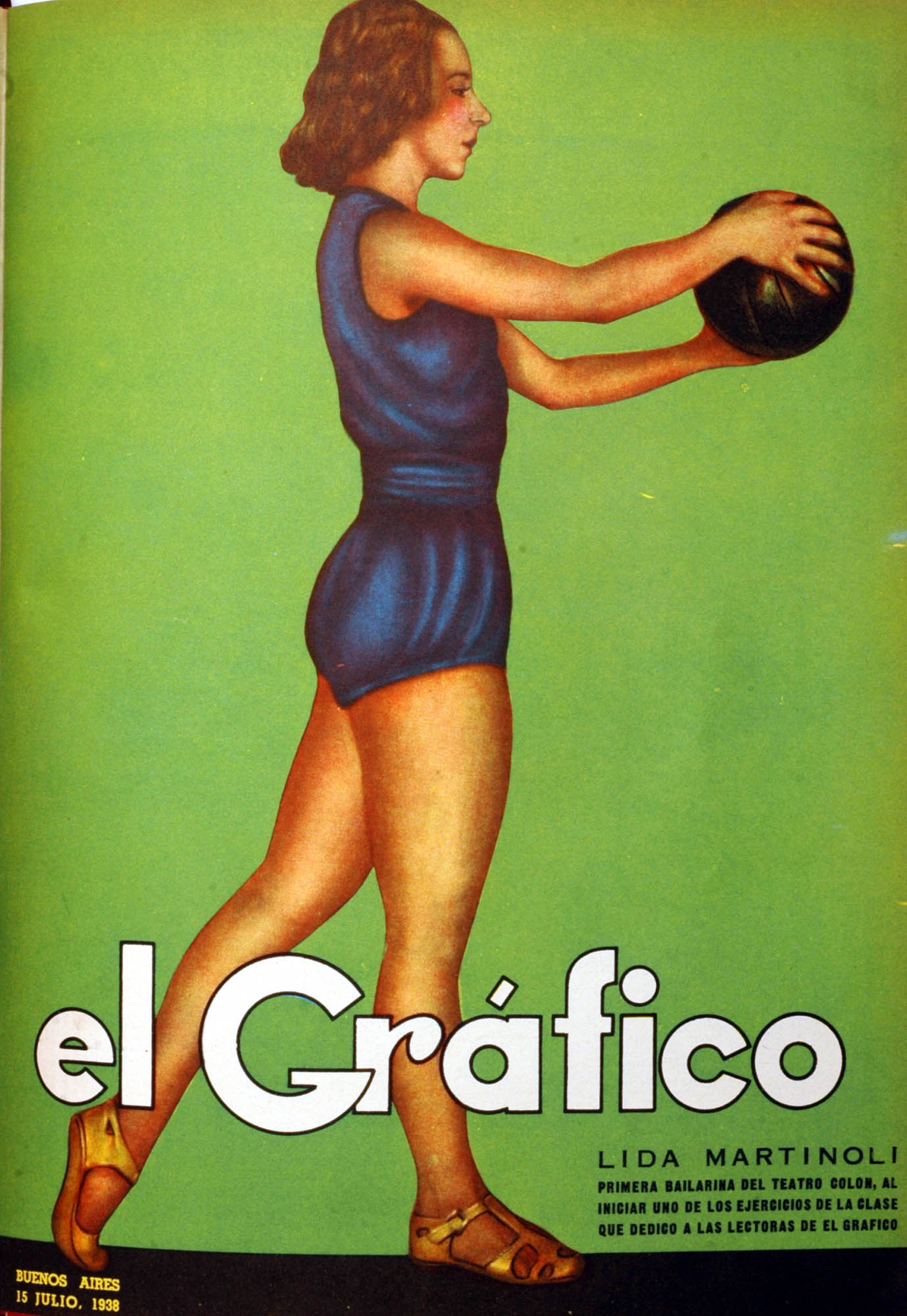
Lida Martinoli muestra ejercicios para las lectoras de El Gráfico, 1938.

Lida Martinoli (Rosario, Santa Fe, Argentina, 1914 - Santa Fe, Argentina, 1992) fue una bailarina argentina y mucho después, un personaje de célebre excentricidad de la farándula teatral porteña.
Hija de Fanny Montiano y Carlos Martinoli, ambos artistas, cursó estudios de ballet en La Scala de Milán, regresando a Buenos Aires en 1932 donde se incorporó al cuerpo de baile del primer coliseo porteño, el Teatro Colón, donde bailó hasta 1956.
En el ballet del Teatro Colón llegó a ser primera bailarina durante la década del 40, allí bailó coreografías de Vaslav Nijinsky  y Margarita Wallmann, protagonizó su versión de El cascanueces junto a Michel Borovski  y Maria Ruanova.
Al retirarse comenzó a coreografiar  ella misma sus danzas a las que imprimió un toque de realismo "kitsch". Su comportamiento suscitó anécdotas clásicas en la historia de la danza porteña, especialmente cuando bailaba sus estrafalarias coreografías "La paisanita", "La muerte del cisne" y "La Leprosa" para la cual se adhería fetas de jamón que se iban desprendiendo a medida que avanzaba la danza.
Inspiró a los guionistas Kado Kostzer y Alfredo Rodríguez Arias  a escribir la pieza teatral "Famille d'Artistes" en Francia con actuación de Marilú Marini en 1989, fue llevada a escena en Buenos Aires en el Teatro Maipo en 1991 con Iris Marga.
Su historia figura en libros de anécdotas del ámbito teatral argentino. Kado Kostzer dramaturgo y novelista argentino recuerda que “Lida había sido la primera bailarina en el Colón y había tenido su reinado en la época peronista, porque en aquellos años era la bailarina preferida de Eva Perón. Lida Martinoli, hacía la famosa "Muerte del cisne" en las escalinatas de la Facultad de Derecho, una especie de antesala a lo que fueron después los happenings.
El clan Martinoli formado por doña Fanny, la madre de los trece hermanos Martinoli: Lida, Héctor, Pepita, Felipe, Elsa, Sara, Esther, Regina, Yolanda, Armando, Luis, Roberto y Carlos fue reporteado hacia 1970 por Kado Kostzer en la revista Primera Plana, originando la pieza teatral.